# Torre 525 Avenida La Capilla
La Torres 525 Avenida La Capilla es un complejo habitacional de una torre ubicado específicamente en la colonia San Benito Avenida La Capilla # 525 San Salvador, República de El Salvador. Es un proyecto de la Inmobiliaria Salvadoreña,  Inversiones Bolívar. Sus 30 Apartamentos constan de terrazas con jardines, la estructura cuenta con 18 pisos de apartamentos 1 de estacionamiento subterráneo y 1 de azotea y con una punta de 4 metros que la da una altura de 71 metros.

## Descripción de la obra
Inversiones Bolívar han sido muy innovadores, han dejado una huella, siempre rompiendo esquemas, no solo en vivienda en altura sino también en condominios horizontales”, opinión del presidente de la Cámara de la Construcción. El complejo habitacional está ubicado en una de las zonas más exclusivas de San Salvador, y fue una de las primeras soluciones habitacionales de altura de la ciudad. La edificación de esta torre de apartamentos se enmarca en un plan de la constructora  Inversiones Bolívar. En El Salvador, los lanzó al estrellato Torres 105 Campestre, un complejo de tres edificios con 101 apartamentos, con apariencia de tableta de chocolate, que ahora se funden en el skyline de la ciudad, bajo las faldas del volcán de San Salvador.

## Anexos
- Anexo:Edificios de El Salvador
- Anexo:Edificios más altos de Centroamérica